# Courtney Hodges
Courtney Hicks Hodges (5 de enero de 1887 - 16 de enero de 1966) fue un oficial de alto rango del Ejército de Estados Unidos, destacado por su papel en la Segunda Guerra Mundial en la que estuvo al mando del Primer Ejército de Estados Unidos en el noroeste de Europa.

## Primeros años y carrera militar
Hodges nació en Perry (Georgia), donde su padre publicaba un periódico local. Asistió al North Georgia Agricultural College (actualmente University of North Georgia) antes de ingresar en West Point. Sin embargo tuvo que dejar la prestigiosa academia militar tan solo un año después debido a sus pobres resultados académicos. En 1906 se alistó en el Ejército de los Estados Unidos como soldado y llegó a oficial tres años después. Sirvió con George Marshall en Filipinas y con George Patton en México.

## Primera Guerra Mundial y la posguerra
Sirvió con 6.º regimiento de infantería, 5.ª división durante la Primera Guerra Mundial. Hodges ascendió a teniente y ganó la Cruz de Servicio Distinguido por su heroísmo mientras comandaba un ataque a través del río Marne durante los últimos días de la guerra. Después de la guerra fue instructor en West Point, a pesar de haberse graduado en esa institución. Fue miembro de la Junta de infantería en Fort Benning desde 1929 hasta 1933.
En 1938 fue Comandante Asistente de la Academia de Infantería del Ejército de los Estados Unidos, y en 1941 se convirtió en el comandante.

## Segunda Guerra Mundial
En mayo de 1941 fue promovido a Mayor y le fueron otorgados varios mandos, entre ellos Jefe de Infantería, hasta que finalmente recibió un mando en el frente, en el 10.º Cuerpo en 1942. En 1943, mientras que comandaba tanto el 19.º cuerpo como el Tercer Ejército de los Estados Unidos fue enviado al Reino Unido, donde serviría a las órdenes del General Omar Bradley. Durante el Batalla de Normandía estuvo subordinado a Bradley como Comandante Asistente del 1.º Ejército, pero en agosto de 1944 sucedió a Bradley cuando éste tomó el mando del 12.º Grupo de Ejércitos.
Las tropas de Hodges fueron las primeras en ver París, tras lo cual las dirigió hacia Alemania. Lucharon en la Batalla del Bosque de Hürtgen y tuvieron un papel principal en la Batalla de las Ardenas. El Primer Ejército fue la primera unidad a cruzar el Rin, empleando el puente Ludendorff en Remagen y encontrándose con el Ejército Rojo cerca de Torgau, en el río Elba. Hodges fue promovido a General el 15 de abril de 1945, convirtiéndose en el segundo hombre, después de Walter Krueger, en llegar a General desde Soldado raso.
En mayo de 1945, tras la rendición alemana, Hodges y sus tropas se prepararon para la invasión de Japón; preparativos que no fueron necesarios cuando la bomba atómica hizo que Japón se rindiera ese mismo año. Hodges estuvo presente en las rendiciones tanto de Alemania como de Japón.
Tras la II Guerra Mundial, sirvió como Comandante del 1.er Ejército con sede en Governors Island, Nueva York hasta su retiro en marzo de 1949. Murió en San Antonio (Texas) en 1966 y fue enterrado en el Cementerio Nacional de Arlington.